# 岡本陽一
岡本 陽一（おかもと　よういち、1979年12月29日 - ）は、日本のプロミュージシャン、ベーシスト。大阪府高槻市出身。血液型はB型。
現在、プロダクションである有限会社コヨーテ・インベンションに所属し、スタジオやサポートミュージシャンとして、多方面で活躍中。活動拠点を東京に移し数多くのライブ、レコーディングに参加している。

## 人物・来歴
大阪府立島上高等学校卒業→大阪スクールオブミュージック専門学校へ入学。在学中に広沢タダシ、高田志麻などのバックバンドメンバーに抜擢され、ベーシストとして本格的に活動を始める。2000年9月、同専門学校卒業直前にLos Angels Music Academyの奨学金テストに合格し渡米を決意。2年弱の音楽留学の後、2002年4月帰国。関西を拠点にライブツアー、レコーディング、CM音楽の制作など、幅広く活動を始める。2004年、同専門学校ベース講師に就任。2009年11月29日、日本武道館で行われたDo As Infinityデビュー10周年記念ライブ「Do As Infinity “ETERNAL FLAME” 10th Anniversary in Nippon Budokan」にベーシストとして参加。
2014年2月15日、大阪城ホールで行われたライブイベント「LIVE SDD 2014」にハウス・バンド&オーケストラのメンバーとして参加。

## ライブまたはレコーディングに参加した主なアーティスト
- 夏川りみ
- Do As Infinity
- Kiroro
- Skoop On Somebody
- 伊藤由奈
- 広沢タダシ
- 植村花菜
- NOKKO
- 林田健司
- 光永亮太
- 光永泰一朗
- 山根康広
- 福田沙紀
- Hey! Say! JUMP
- 宅間孝行
- 矢野真紀
- 中森明菜
- BoA
- 大黒摩季
- ZERO
- yolis
- 高宮マキ
- 木島裕
- 遠藤一馬（ex.SIAM SHADE）
- 弓木英梨乃
- the generous
- SUEMITSU & THE SUEMITH
- ワライナキ
- 星村麻衣